# Балашовская область
| Арзамасская область |
| Балашовская область |
| Каменская область   |

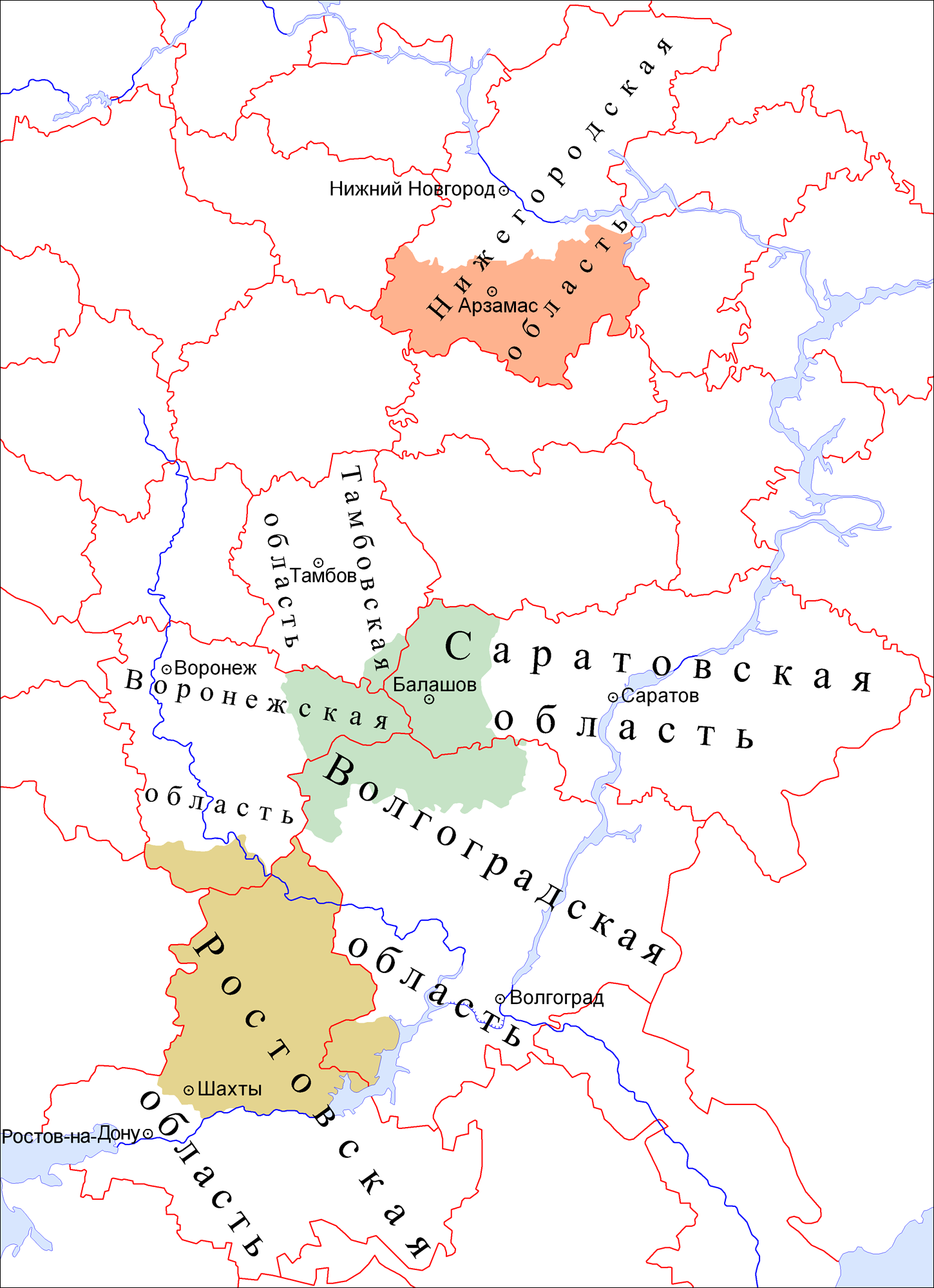
Существовавшие в 1954—1957 гг. области в границах современных областей:

Балашо́вская о́бласть — административно-территориальная единица в составе РСФСР, существовавшая в 1954—1957 годах.
Административный центр области — город Балашов.

## История

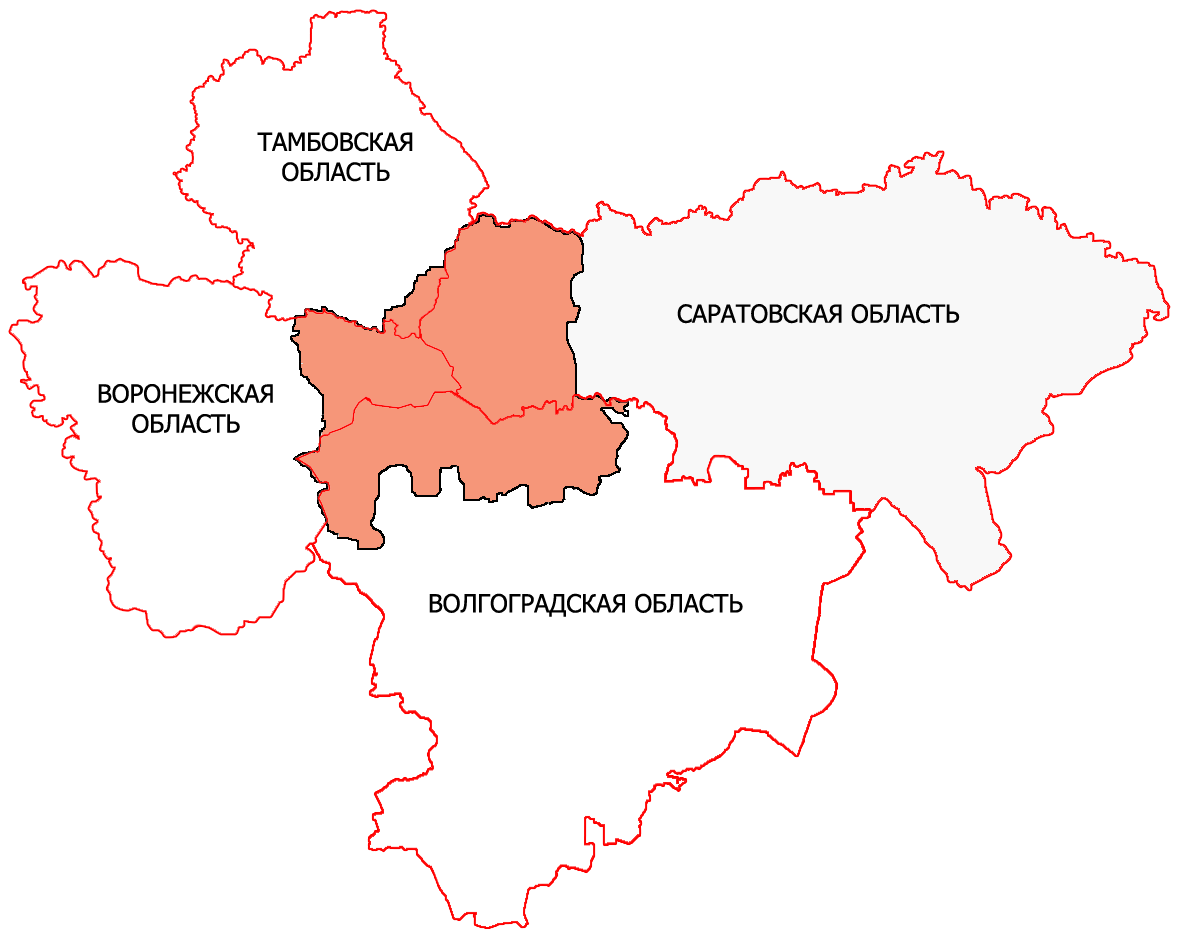
Территория Балашовской области на стыке современных областей

Область была образована Указом Президиума Верховного Совета СССР от 6 января 1954 года за счёт выделения части районов из Саратовской, Сталинградской, Воронежской и Тамбовской областей.
Создание области привело к значительному благоустройству Балашова — в городе были заасфальтированы центральные улицы, построено большое количество жилищного фонда, несколько гостиниц.
Упразднена Указом Президиума Верховного Совета РСФСР от 19 ноября 1957 года.
После упразднения области большое количество сотрудников областных учреждений осталось без работы. Для ликвидации безработицы в Балашове был построен слюдяной комбинат, а недолго просуществовавшие обком КПСС и Дом советов были переоборудованы в заводские помещения.

## География
Площадь области была равна 38 418 км². На востоке область граничила с Саратовской областью. На юге — граница со Сталинградской областью. На западе граничила с Воронежской и Тамбовской областями. На севере граничила с Пензенской областью.

## Население
Численность населения составляла немногим более 900 тыс. человек, большая часть населения проживала в сельской местности.

## Административное устройство
В состав области вошли 37 районов, 3 города областного подчинения и 2 города районного подчинения:
из Саратовской области — города Балашов, Ртищево, Аркадакский, Балашовский, Казачкинский, Кистендейский, Красавский, Макаровский, Ново-Покровский, Родничковский, Романовский, Ртищевский, Салтыковский, Самойловский, Турковский районы;
из Сталинградской области — Бударинский, Вязовский, Добринский, Еланский, Киквидзенский, Лемешкинский, Мачешанский, Нехаевский, Новониколаевский, Руднянский, Урюпинский, Хопёрский районы;
из Воронежской области — города Борисоглебск, Новохопёрск, Алешковский, Байчуровский, Верхне-Карачанский, Грибановский, Козловский, Новохопёрский, Песковский, Поворинский, Полянский, Терновский районы;
из Тамбовской области — Мучкапский и Шапкинский районы.
3 июня 1954 года к категории городов областного подчинения отнесён город Урюпинск. В декабре 1956 года упразднены Козловский и Шапкинский районы.